# 希斯隆
在托爾金（J. R. R. Tolkien）小說裡，希斯隆（Hithlum）位於貝爾蘭（Beleriand）以北，接近西爾卡瑞西海峽（Helcaraxë）。威斯林山脈（Ered Wethrin）將希斯隆從貝爾蘭割開，海霧在希斯隆凝結，故希斯隆在辛達林語的意思是「霧影」，昆雅語則稱為希斯藍（Hísilómë）。

## 地理氣候
希斯隆的米斯林（Mithrim），是諾多精靈（Noldor）最高君王的大廳，多爾露明（Dor-lómin）則是哈多人的封地。
威斯林山脈形成了希斯隆的南面及西面屏障，僅有少量狹道可通行，這是天然的防線，而東面則由埃雷德洛明（Ered Lómin）組成屏障，埃雷德洛明向北蜿蜒至西爾卡瑞西海峽。
拉姆莫斯（Lammoth）地區位於威斯林山脈以東，並不屬於貝爾蘭及希斯隆。埃雷德洛明將內佛瑞斯特（Nevrast）與希斯隆隔開。內佛瑞斯特經常被認為是希斯隆的一部分，但其氣候卻屬貝爾蘭。
希斯隆氣候寒冷及常下雨，土地肥沃。諾多精靈在專吉斯特峽灣（Drengist）登陸，並沿米斯林湖（Lake Mithrim）居住。
第一紀元末，希斯隆持續受到魔苟斯（Morgoth）襲擊，尼南斯·阿農迪亞德戰役（Nirnaeth Arnoediad）後，希斯隆受損，大量哈多人逃亡和被殺，未能及時逃生的諾多精靈受魔苟斯奴役。
直至憤怒之戰（War of Wrath）爆發，希斯隆被完全摧毀。